# Escrituração
No meio empresarial brasileiro, escrituração é o ato de se efetuarem os lançamentos em contas — geralmente para fins contábeis — posteriormente compilados em livros e fichas. Assim, além de escrituração contábil, também são comuns as expressões "escrituração mercantil ou comercial" e "escrituração tributária ou fiscal".

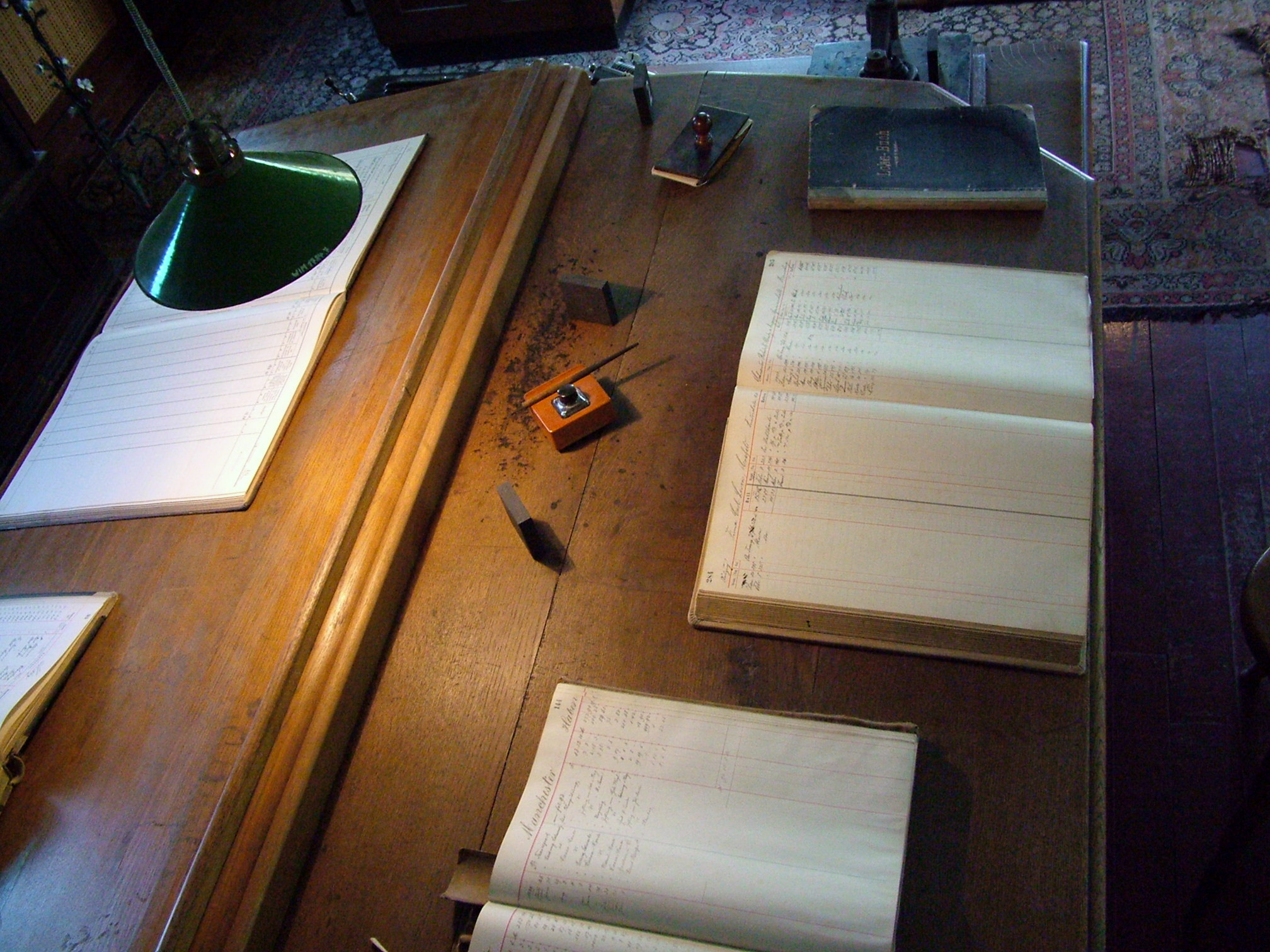
Livros contábeis de 1910

## Funcionamento
O método de escrituração mais desenvolvido é o chamado "método das partidas dobradas", e por isso deve ser utilizado pelos contabilistas. Existem outros, como o de "partidas simples", que normalmente são satisfatórios para os outros tipos de escrituração.
A regra das partidas dobradas assusta pela simplicidade: para cada lançamento "a débito", deve corresponder um "a crédito" e vice-versa. Essa descoberta da "simetria" a partir dos chamados "fatos contábeis" contribui para que muitos autores classifiquem o método das partidas dobradas como a "arte da escrituração".
Apesar de originariamente previstas para serem utilizadas nos lançamentos das contas contábeis, em operações mais complexas como as das "instituições públicas" é comum serem exigidas partidas dobradas apenas para os balanços ou, melhor dizendo, as contas de balanço. Vide, por exemplo, a escrituração prevista pela Lei brasileira 4.320/64 que trata da Contabilidade pública.
Para muitos gestores, a função da Escrituração é o Controle Contábil. Na verdade o controle contábil, que historicamente originou até uma corrente científica chamada de Controlismo, é aquele que se baseia nas Contas, ou seja em um Plano de Contas direcionado para a Análise contábil e no chamado "contas contra contas": Por exemplo, no período em que há movimentação na conta de "custos sobre produtos vendidos", deverá haver igual movimentação na conta de "receita de produtos vendidos".
A Escrituração é a função de Registro contábil, quando usada o método das partidas. Sem ele pode ser usada como controle administrativo e não contábil.

## Tipos de livros de escrituração
Os livros de escrituração são :
1.Livros Fiscais
- 1.1 Registro de Compras
- 1.2 Registro de Inventário
- 1.3 LALUR - Livro de Apuração do Lucro Real do Imposto de Renda
- 1.4 Registro de entradas ICMS-IPI
- 1.5 Registro de saídas ICMS-IPI
- 1.6 Registro de apuração IPI-ICMS

2.Livros Contábeis
- 2.1 Livro Razão
- 2.2 Livro Diário

3.Livros do Direito Privado
- 3.1 Registros de Duplicatas
- 3.2 Livros Societários
- 3.3 Livros da Socidade Empresáriais

## Vantagens da escrituração contábil
Em países como o Brasil, o empreendedor abordará essa questão inicialmente sempre do ponto de vista legal, ou seja, a escrituração contábil é decisão facultativa. Também o legislador, partindo da mesma premissa, ou seja, de que manter a escrituração consumirá grandes recursos da entidade, aprovam leis que costumam exigir a escrituração contábil apenas das pessoas jurídicas de maior porte.
Observe-se, por exemplo, a obrigatoriedade prevista no Novo Código Civil Brasileiro (Lei 10.406/2002), artigo 1179, nestes termos:
"O empresário e a sociedade empresária são obrigados a seguir um sistema de contabilidade, mecanizado ou não, com base na escrituração uniforme de seus livros, em correspondência com a documentação respectiva, e a levantar anualmente o balanço patrimonial e o de resultado econômico."
Em relação a essa liberalidade frequente da lei acaba se criando um problema para o profissional contábil do país, que não tem opção: segundo as normas profissionais em vigor, ele sempre deverá realizar seus serviços por meio da escrituração contábil. Já o empreendedor prefere economizar, já que sem a obrigatoriedade, percebe apenas os custos de manter a atividade.
Dessa forma, os contadores e os escritórios de contabilidade do país, passaram a elencar aquilo que chamam de "vantagens", para convencer seus clientes não obrigados a arcar com os custos de seus serviços, o que em outro contexto não seria necessário, pois qualquer empreendedor deveria saber que sem uma escrituração contábil, haverá sempre risco de seu negócio não se desenvolver.
Assim, a lista mais comum de vantagens de uma entidade para  manter escrituração contábil, são as seguintes:
1. Oferece maior controle financeiro e econômico à entidade;
2. Comprova em juízo fatos cujas provas dependam de perícia contábil.
3. Contestação de reclamatórias trabalhistas quando as provas a serem apresentadas dependam de perícia contábil;
4. Imprescindível no requerimento de recuperação judicial (Lei 11.101/2005);
5. Evita que sejam consideradas fraudulentas as próprias falências, sujeitando os sócios ou titulares às penalidades da Lei que rege a matéria;
6. Base de apuração de lucro tributável e possibilidade de compensação de prejuízos fiscais acumulados;
7. Facilita acesso às linhas de crédito;
8. Distribuição de lucros como alternativa de diminuição de carga tributária;
9. Prova a sócios que se retiram da sociedade a verdadeira situação patrimonial, para fins de apuração de haveres ou venda de participação;
10. Prova, em juízo, a situação patrimonial na hipótese de questões que possam existir entre herdeiros e sucessores de sócio falecido;
11. Para o administrador, supre exigência do Novo Código Civil Brasileiro quanto à prestação de contas (art. 1.020).

Portanto, até pela obviedade das vantagens acima listadas, a contabilidade deve ser considerada sempre uma ferramenta imprescindível à gestão de qualquer entidade, cabendo ao administrador, sócios ou representantes implementarem a escrituração através de contabilista devidamente habilitado.
A entidade deve manter um sistema de escrituração uniforme dos seus atos e fatos administrativos, através de processo manual, mecanizado ou eletrônico.
As formalidades da escrituração estão expressas no Decreto Lei 486/1969.
No Brasil, os livros da escrituração comercial (Diário e Razão) passaram a ser escriturados digitalmente a partir de 2008 e 2009 (obrigatoriedade do SPED contábil).

## Elementos indispensáveis dos registros
A escrituração será executada:
- em idioma e moeda corrente nacionais;
- em forma contábil;
- em ordem cronológica de dia, mês e ano;
- com ausência de espaços em branco, entrelinhas, borrões, rasuras, emendas ou transportes para as margens;
- com base em documentos de origem externa ou interna ou, na sua falta, em elementos que comprovem ou evidenciem fatos e a prática de atos administrativos.

A terminologia utilizada deve expressar o verdadeiro significado das transações.

## Diário, Razão e outros registros
O Diário e o Razão constituem os registros permanentes da entidade.
Os registros auxiliares, quando adotados, devem obedecer aos preceitos legais da escrituração contábil, observadas as peculiaridades da sua função.
No "Diário", serão lançadas, em ordem cronológica, com individualização, clareza e referência ao documento probante, todas as operações ocorridas, incluídas as de natureza aleatória, e quaisquer outros fatos que provoquem variações patrimoniais.
Observada esta disposição, admite-se:
- a escrituração do "Diário" por meio de partidas mensais;
- a escrituração resumida ou sintética do "Diário", com valores totais que não excedam a operações de um mês, desde que haja escrituração analítica lançada em registros auxiliares.
- No caso de a entidade ado destacados e encadernados em forma de

O Livro Diário será registrado no Registro Público competente, de acordo com a legislação vigente.
Não há necessidade de registro do Livro Razão. Entretanto, o mesmo deve conter termo de abertura e encerramento, com a assinatura do contabilista e do responsável pela empresa.